# Parigi-Nizza 2006
La Parigi-Nizza 2006, sessantaquattresima edizione della corsa e valevole come prima prova del circuito UCI ProTour, si svolse in sette tappe precedute da un cronoprologo iniziale dal 5 al 12 marzo 2006. Gli atleti completarono un percorso totale di 1276,3 km con partenza a Issy-les-Moulineaux e arrivo a Nizza, in Francia. La corsa fu vinta dallo statunitense Floyd Landis, in forza al team Phonak Hearing Systems, che concluse con nove secondi di vantaggio sul secondo classificato Francisco Vila.

## Tappe
| Tappa  | Data     | Percorso                                | km      | Vincitore di tappa | Leader cl. generale |
| ------ | -------- | --------------------------------------- | ------- | ------------------ | ------------------- |
| Prol.  | 5 marzo  | Issy-les-Moulineaux (cron. individuale) | 4,8     | Bobby Julich       | Bobby Julich        |
| 1ª     | 6 marzo  | Villemandeur > Saint-Amand-Montrond     | 193     | Tom Boonen         | Tom Boonen          |
| 2ª     | 7 marzo  | Cérilly > Belleville                    | 200     | Tom Boonen         | Tom Boonen          |
| 3ª     | 8 marzo  | Juliénas > Saint-Étienne                | 168,5   | Francisco Vila     | Floyd Landis        |
| 4ª     | 9 marzo  | Saint-Étienne > Rasteau                 | 193     | Tom Boonen         | Floyd Landis        |
| 5ª     | 10 marzo | Avignon > Digne-les-Bains               | 201,5   | Joaquim Rodríguez  | Floyd Landis        |
| 6ª     | 11 marzo | Digne-les-Bains > Cannes                | 179     | Andrej Kašečkin    | Floyd Landis        |
| 7ª     | 12 marzo | Nizza > Nizza                           | 119     | Markus Zberg       | Floyd Landis        |
| Totale | Totale   | Totale                                  | 1 276,3 |                    |                     |

## Squadre e corridori partecipanti
Presero parte alla prova le venti squadre con licenza UCI ProTeam e l'Agritubel, unico team ammesso tramite wild-card.
| N.      | Cod. | Squadra                        |
| ------- | ---- | ------------------------------ |
| 1-8     | CSC  | Team CSC                       |
| 11-18   | PHO  | Phonak Hearing Systems         |
| 21-28   | RAB  | Rabobank                       |
| 31-38   | DVL  | Davitamon-Lotto                |
| 41-48   | LSW  | Liberty Seguros-Würth          |
| 51-58   | GST  | Gerolsteiner                   |
| 61-68   | SDV  | Saunier Duval-Prodir           |
| 71-78   | DSC  | Discovery Channel              |
| 81-88   | C.A  | Crédit Agricole                |
| 91-98   | CEI  | Caisse d'Epargne-Illes Balears |
| 101-108 | COF  | Cofidis, Credit par Telephone  |

| N.      | Cod. | Squadra               |
| ------- | ---- | --------------------- |
| 111-118 | QSI  | Quick Step-Innergetic |
| 121-128 | TMO  | T-Mobile Team         |
| 131-138 | LIQ  | Liquigas              |
| 141-148 | LAM  | Lampre-Fondital       |
| 151-158 | BTL  | Bouygues Télécom      |
| 161-168 | MRM  | Team Milram           |
| 171-178 | EUS  | Euskaltel-Euskadi     |
| 181-188 | FDJ  | Française des Jeux    |
| 191-198 | A2R  | AG2R Prévoyance       |
| 201-208 | AGR  | Agritubel             |

## Dettagli delle tappe

### Prologo
- 5 marzo: Issy-les-Moulineaux – Cronometro individuale – 4,8 km

Risultati
| Pos. | Corridore       | Squadra         | Tempo |
| ---- | --------------- | --------------- | ----- |
| 1    | Bobby Julich    | Team CSC        | 6'07" |
| 2    | Andrej Kašečkin | Liberty Seguros | a 1"  |
| 3    | Bradley McGee   | Gerolsteiner    | a 2"  |

| Pos. | Corridore       | Squadra         | Tempo |
| ---- | --------------- | --------------- | ----- |
| 1    | Bobby Julich    | Team CSC        | 6'07" |
| 2    | Andrej Kašečkin | Liberty Seguros | a 1"  |
| 3    | Bradley McGee   | Gerolsteiner    | a 2"  |

Descrizione e riassunto
Si svolse su un percorso urbano di 4,8 km, con numerose curve e la necessità di rallentare e rilanciare l'azione molte volte. Lo statunitense Bobby Julich, campione uscente, fu il più rapido, arrivando al traguardo con un vantaggio minimo sul kazako Andrej Kašečkin, 71 centesimi di secondo. Terzo classificato l'australiano Bradley McGee a 2".

### 1ª tappa
- 6 marzo: Villemandeur > Saint-Amand-Montrond – 193 km

Risultati
| Pos. | Corridore         | Squadra         | Tempo    |
| ---- | ----------------- | --------------- | -------- |
| 1    | Tom Boonen        | Quick Step      | 4h56'01" |
| 2    | Allan Davis       | Liberty Seguros | s.t.     |
| 3    | Francisco Ventoso | Saunier Duval   | s.t.     |

| Pos. | Corridore       | Squadra         | Tempo    |
| ---- | --------------- | --------------- | -------- |
| 1    | Tom Boonen      | Quick Step      | 5h02'01" |
| 2    | Bobby Julich    | Team CSC        | a 7"     |
| 3    | Andrej Kašečkin | Liberty Seguros | a 8"     |

Descrizione e riassunto
Il campione del mondo belga Tom Boonen si aggiudicò, al termine di una volata, la prima tappa che portò i ciclisti da Villemandeur a Saint-Armand-Montrond nel centro della Francia. Al secondo posto Allan Davis, al terzo Francisco Jose Ventoso. La tappa fu vissuta sulla lunga fuga dei francesi Christophe Laurent e Stéphane Augé che, partiti al km 60, furono raggiunti a 6 km dall'arrivo, dopo 127 km di fuga nella quale raggiunsero fino a 10 minuti di vantaggio sul gruppo. Grazie agli abbuoni Tom Boonen conquistò anche la testa della classifica.

### 2ª tappa
- 7 marzo: Cérilly > Belleville – 200 km

Risultati
| Pos. | Corridore         | Squadra         | Tempo    |
| ---- | ----------------- | --------------- | -------- |
| 1    | Tom Boonen        | Quick Step      | 5h20'50" |
| 2    | Allan Davis       | Liberty Seguros | s.t.     |
| 3    | Danilo Napolitano | Lampre          | s.t.     |

| Pos. | Corridore       | Squadra         | Tempo     |
| ---- | --------------- | --------------- | --------- |
| 1    | Tom Boonen      | Quick Step      | 10h22'41" |
| 2    | Bobby Julich    | Team CSC        | a 17"     |
| 3    | Andrej Kašečkin | Liberty Seguros | a 18"     |

Descrizione e riassunto
Nuova vittoria allo sprint per Tom Boonen. All'inizio della tappa tentò l'azione solitaria Nicolas Crosbie, il gruppo non reagì ed il francese arrivò ad avere al km 81 più di 27 minuti di vantaggio sul gruppo. Le forze del francese diminuirono proporzionalmente all'aumento dell'andatura del gruppo ed a 13 km dall'arrivo avvenne il ricongiungimento, dopo 187 km di fuga solitaria. L'arrivo si risolse con una volata di gruppo e con la vittoria del campione del mondo, che precedette Allan Davis e Danilo Napolitano.

### 3ª tappa
- 8 marzo: Juliénas > Saint-Étienne – 168,5 km

Risultati
| Pos. | Corridore      | Squadra   | Tempo    |
| ---- | -------------- | --------- | -------- |
| 1    | Francisco Vila | Lampre    | 4h23'28" |
| 2    | Floyd Landis   | Phonak    | s.t.     |
| 3    | Samuel Sánchez | Euskaltel | a 1'16"  |

| Pos. | Corridore      | Squadra   | Tempo     |
| ---- | -------------- | --------- | --------- |
| 1    | Floyd Landis   | Phonak    | 14h48'26" |
| 2    | Francisco Vila | Lampre    | a 9"      |
| 3    | Samuel Sánchez | Euskaltel | a 1'13"   |

Descrizione e riassunto
Si tratta di una tappa con numerosi colli da scalare, interpretata nella maniera migliore dai ciclisti, con un susseguirsi di fughe. L'azione decisiva avviene nella salita del col de la Croix-de-Chaubouret in cui in fuga c'è un gruppo di 5 ciclisti, a 2 km dalla cima l'americano Floyd Landis accelera, soltanto lo spagnolo Francisco Vila riesce a resistergli, i due scollinano con un buon vantaggio che aumenta tanto che i due si giocano la vittoria di tappa, lo spagnolo vince, è il suo primo successo da professionista, e l'americano conquista il primo posto nella classifica generale. Il primo italiano è Pietro Caucchioli 10° a 1'26".

### 4ª tappa
- 9 marzo: Saint-Étienne > Rasteau – 193 km

Risultati
| Pos. | Corridore         | Squadra         | Tempo    |
| ---- | ----------------- | --------------- | -------- |
| 1    | Tom Boonen        | Quick Step      | 4h40'29" |
| 2    | Allan Davis       | Liberty Seguros | s.t.     |
| 3    | Stefan Schumacher | Gerolsteiner    | s.t.     |

| Pos. | Corridore      | Squadra   | Tempo     |
| ---- | -------------- | --------- | --------- |
| 1    | Floyd Landis   | Phonak    | 19h26'57" |
| 2    | Francisco Vila | Lampre    | a 9"      |
| 3    | Samuel Sánchez | Euskaltel | a 1'13"   |

Descrizione e riassunto
Tappa caratterizzata da una fuga di 100 km da parte dell'olandese Bas Giling e del francese Eric Leblacher, fuga questa che evitò la formazione di altre fughe mantenendo il gruppo tranquillo e facendo il gioco delle squadre dei velocisti. I due furono ripresi a 10 km dall'arrivo e, nonostante qualche altro velleitario tentativo di scatto, ci fu un arrivo di gruppo. Nella volata terza affermazione per il campione del mondo Tom Boonen, per la terza volta arrivò secondo l'australiano Allan Davis. Da segnalare l'interruzione della corsa al km 69 a causa di una manifestazione di studenti.

### 5ª tappa
- 10 marzo: Avignon > Digne-les-Bains – 201,5 km

Risultati
| Pos. | Corridore         | Squadra       | Tempo    |
| ---- | ----------------- | ------------- | -------- |
| 1    | Joaquin Rodríguez | C. d'Epargne  | 4h43'34" |
| 2    | Joost Posthuma    | Rabobank      | a 19"    |
| 3    | Jérôme Pineau     | Bouygues Tél. | a 33"    |

| Pos. | Corridore      | Squadra   | Tempo     |
| ---- | -------------- | --------- | --------- |
| 1    | Floyd Landis   | Phonak    | 24h11'04" |
| 2    | Francisco Vila | Lampre    | a 9"      |
| 3    | Samuel Sánchez | Euskaltel | a 1'13"   |

Descrizione e riassunto
Anche in questa tappa si verificò una lunga fuga, circa 120 km, animata da nove ciclisti e, in questa occasione, uno di questi riuscì a vincere la tappa. Nella salita del Col du Corobin saltarono gli accordi tra i corridori in fuga, ne approfittò Joaquim Rodríguez che arrivò da solo al traguardo.

### 6ª tappa
- 11 marzo: Digne-les-Bains > Cannes – 179 km

Risultati
| Pos. | Corridore        | Squadra         | Tempo    |
| ---- | ---------------- | --------------- | -------- |
| 1    | Andrej Kašečkin  | Liberty Seguros | 4h12'08" |
| 2    | Sylvain Chavanel | Cofidis         | a 1'06"  |
| 3    | Sandy Casar      | F. des Jeux     | a 1'11"  |

| Pos. | Corridore      | Squadra   | Tempo     |
| ---- | -------------- | --------- | --------- |
| 1    | Floyd Landis   | Phonak    | 28h24'45" |
| 2    | Francisco Vila | Lampre    | a 9"      |
| 3    | Samuel Sánchez | Euskaltel | a 1'13"   |

Descrizione e riassunto
Era l'ultima occasione per ribaltare la situazione in classifica generale perciò, fin dall'inizio della tappa, iniziarono a muoversi i migliori. Un gruppo di 19 corridori riuscì a staccarsi arrivando fino a 2 minuti e trenta secondi di vantaggio sul gruppo guidato dalla squadra del leader, ma si sgretolò e sulla salita del Col de Bourigaille il russo Evgenij Petrov tentò l'azione solitaria, riuscendo ad arrivare a 45" di vantaggio sul gruppetto ed a 4' sul gruppo. Nell'ultima salita della giornata, il  Col du Tanneron, Petrov rallentò, dagli inseguitori uscì prepotentemente il kazako Andrej Kašečkin che lo riprese e lo staccò. All'inseguimento del kazako si portò il francese Sylvain Chavanel, sulla cima passò con 25" di ritardo, riuscì a ridurre il ritardo fino a 13", ma non a raggiungerlo, arrivando secondo. Landis conservò la maglia di leader arrivando con il gruppo a 1' e 33" dal vincitore.

### 7ª tappa
- 12 marzo: Nizza > Nizza – 119 km

Risultati
| Pos. | Corridore        | Squadra         | Tempo    |
| ---- | ---------------- | --------------- | -------- |
| 1    | Markus Zberg     | Gerolsteiner    | 3h29'38" |
| 2    | Evgenij Petrov   | Lampre          | s.t.     |
| 3    | Alberto Contador | Liberty Seguros | s.t.     |

| Pos. | Corridore      | Squadra   | Tempo     |
| ---- | -------------- | --------- | --------- |
| 1    | Floyd Landis   | Phonak    | 31h54'41" |
| 2    | Francisco Vila | Lampre    | a 9"      |
| 3    | Antonio Colom  | Euskaltel | a 1'05"   |

Descrizione e riassunto
L'ultima tappa fu molto movimentata, con il susseguirsi di fughe di piccoli gruppi ed all'arrivo si presentarono in cinque, Markus Zberg, Evgenij Petrov, Alberto Contador, Antonio Colom e Joaquim Rodríguez, con un piccolo vantaggio sul gruppo e sul traguardo transitarono nello stesso ordine. La vittoria in classifica generale andò allo statunitense Floyd Landis, la classifica a punti andò allo spagnolo Luis León Sánchez, visto che Tom Boonen si ritirò prima dell'arrivo, mentre la classifica punti fu vinta dal francese David Moncoutié che in quest'ultima tappa conquistò i punti necessari per superare il connazionale Christophe Laurent.

## Evoluzione delle classifiche
| Tappa              | Vincitore          | Classifica generale Maglia gialla | Classifica a punti Maglia verde | Classifica scalatori Maglia a pois | Classifica giovani Maglia bianca | Classifica a squadre |
| ------------------ | ------------------ | --------------------------------- | ------------------------------- | ---------------------------------- | -------------------------------- | -------------------- |
| Prol.              | Bobby Julich       | Bobby Julich                      | Bobby Julich                    | Non assegnata                      | Alberto Contador                 | Française des Jeux   |
| 1ª                 | Tom Boonen         | Tom Boonen                        | Tom Boonen                      | Stéphane Augé                      | Alberto Contador                 | Française des Jeux   |
| 2ª                 | Tom Boonen         | Tom Boonen                        | Tom Boonen                      | Nicolas Crosbie                    | Benoît Vaugrenard                | Française des Jeux   |
| 3ª                 | Patxi Vila         | Floyd Landis                      | Tom Boonen                      | Nicolas Crosbie                    | Stefan Schumacher                | Discovery Channel    |
| 4ª                 | Tom Boonen         | Floyd Landis                      | Tom Boonen                      | Christophe Laurent                 | Stefan Schumacher                | Discovery Channel    |
| 5ª                 | Joaquin Rodríguez  | Floyd Landis                      | Tom Boonen                      | Christophe Laurent                 | Stefan Schumacher                | Discovery Channel    |
| 6ª                 | Andrej Kašečkin    | Floyd Landis                      | Tom Boonen                      | Christophe Laurent                 | Luis León Sánchez                | Discovery Channel    |
| 7ª                 | Markus Zberg       | Floyd Landis                      | Samuel Sánchez                  | David Moncoutié                    | Luis León Sánchez                | Lampre-Fondital      |
| Classifiche finali | Classifiche finali | Floyd Landis                      | Samuel Sánchez                  | David Moncoutié                    | Luis León Sánchez                | Lampre-Fondital      |

## Classifiche della corsa

### Classifica generale - Maglia gialla
| Pos. | Corridore         | Squadra         | Tempo     |
| ---- | ----------------- | --------------- | --------- |
| 1    | Floyd Landis      | Phonak          | 31h54'41" |
| 2    | Francisco Vila    | Lampre          | a 9"      |
| 3    | Antonio Colom     | Euskaltel       | a 1'05"   |
| 4    | Samuel Sánchez    | Euskaltel       | a 1'13"   |
| 5    | Fränk Schleck     | Team CSC        | s.t.      |
| 6    | José Azevedo      | Discovery Ch.   | a 1'35"   |
| 7    | Erik Dekker       | Rabobank        | a 1'38"   |
| 8    | Pietro Caucchioli | Crédit Agricole | a 1'39"   |
| 9    | José Luis Rubiera | Discovery Ch.   | a 1'40"   |
| 10   | Chris Horner      | Davitamon       | a 1'43"   |

### Classifica a punti - Maglia verde
| Pos. | Corridore      | Squadra       | Punti |
| ---- | -------------- | ------------- | ----- |
| 1    | Samuel Sánchez | Euskaltel     | 66    |
| 2    | Sandy Casar    | F. des Jeux   | 63    |
| 3    | Jérôme Pineau  | Bouygues Tél. | 52    |
| 4    | Fränk Schleck  | Team CSC      | 50    |
| 5    | Matteo Carrara | Lampre        | 49    |

### Classifica scalatori - Maglia a pois
| Pos. | Corridore          | Squadra         | Punti |
| ---- | ------------------ | --------------- | ----- |
| 1    | David Moncoutié    | Cofidis         | 51    |
| 2    | Christophe Laurent | Agritubel       | 42    |
| 3    | Joaquim Rodríguez  | C. d'Epargne    | 39    |
| 4    | Nicolas Crosbie    | Agritubel       | 35    |
| 5    | Alberto Contador   | Liberty Seguros | 26    |

### Classifica giovani - Maglia bianca
| Pos. | Corridore         | Squadra         | Tempo     |
| ---- | ----------------- | --------------- | --------- |
| 1    | Luis León Sánchez | Liberty Seguros | 31h58'11" |
| 2    | Joost Posthuma    | Rabobank        | a 21"     |
| 3    | Thomas Löfkvist   | F. des Jeux     | a 52"     |
| 4    | Linus Gerdemann   | T-Mobile        | a 1'51"   |
| 5    | Alberto Contador  | Liberty Seguros | a 3'30"   |

### Classifica a squadre
| Pos. | Squadra                            | Tempo     |
| ---- | ---------------------------------- | --------- |
| 1    | Lampre-Fondital                    | 95h51'43" |
| 2    | Discovery Channel Pro Cycling Team | a 3"      |
| 3    | Liberty Seguros-Würth Team         | a 34"     |
| 4    | Crédit Agricole                    | a 4'12"   |
| 5    | Caisse d'Epargne-Illes Balears     | a 8'52"   |

## Punteggi UCI
| Pos. | Corridore         | Squadra         | Punti |
| ---- | ----------------- | --------------- | ----- |
| 1    | Floyd Landis      | Phonak          | 52    |
| 2    | Francisco Vila    | Lampre          | 43    |
| 3    | Antonio Colom     | Euskaltel       | 35    |
| 4    | Samuel Sánchez    | Euskaltel       | 31    |
| 5    | Fränk Schleck     | Team CSC        | 25    |
| 6    | José Azevedo      | Discovery Ch.   | 20    |
| 7    | Erik Dekker       | Rabobank        | 15    |
| 8    | Pietro Caucchioli | Crédit Agricole | 10    |
| 9    | Tom Boonen        | Quick Step      | 9     |
| 10   | Allan Davis       | Liberty Seguros | 6     |
| 11   | Andrej Kašečkin   | Liberty Seguros | 5     |
| 12   | José Luis Rubiera | Discovery Ch.   | 5     |
| 13   | Bobby Julich      | Team CSC        | 3     |
| 14   | Joaquim Rodríguez | C. d'Epargne    | 3     |
| 15   | Markus Zberg      | Gerolsteiner    | 3     |
| 16   | Chris Horner      | Davitamon       | 2     |
| 17   | Joost Posthuma    | Rabobank        | 2     |
| 18   | Sylvain Chavanel  | Cofidis         | 2     |
| 19   | Evgenij Petrov    | Lampre          | 2     |
| 20   | Bradley McGee     | Gerolsteiner    | 1     |
| 21   | Danilo Napolitano | Lampre          | 1     |
| 22   | Francisco Ventoso | Saunier Duval   | 1     |
| 23   | Stefan Schumacher | Gerolsteiner    | 1     |
| 24   | Jérôme Pineau     | Bouygues Tél.   | 1     |
| 25   | Sandy Casar       | F. des Jeux     | 1     |
| 26   | Alberto Contador  | Liberty Seguros | 1     |

| Pos. | Squadra                          | Punti |
| ---- | -------------------------------- | ----- |
| 1    | Lampre-Fondital                  | 20    |
| 2    | Discovery Channel                | 19    |
| 3    | Liberty Seguros-Würth            | 18    |
| 4    | Crédit Agricole                  | 17    |
| 5    | Caisse d'Epargne-Illes Balears   | 16    |
| 6    | Phonak Hearing Systems           | 15    |
| 7    | Euskaltel-Euskadi                | 14    |
| 8    | La Française des Jeux            | 13    |
| 9    | Davitamon-Lotto                  | 12    |
| 10   | AG2R Prévoyance                  | 11    |
| 11   | Cofidis, le Crédit par Téléphone | 10    |
| 12   | Rabobank                         | 9     |
| 13   | Saunier Duval-Prodir             | 8     |
| 14   | Gerolsteiner                     | 7     |
| 15   | Bouygues Télécom                 | 6     |
| 16   | Quick Step-Innergetic            | 5     |
| 17   | Team CSC                         | 4     |
| 18   | T-Mobile Team                    | 3     |
| 19   | Liquigas-Bianchi                 | 1     |

| Pos. | Nazione     | width=20Punti |
| ---- | ----------- | ------------- |
| 1    | Spagna      | 117           |
| 2    | Stati Uniti | 57            |
| 3    | Lussemburgo | 25            |
| 4    | Portogallo  | 20            |
| 5    | Paesi Bassi | 17            |
| 6    | Italia      | 11            |
| 7    | Belgio      | 9             |
| 8    | Australia   | 7             |
| 9    | Kazakistan  | 5             |
| 10   | Francia     | 4             |
| 11   | Svizzera    | 3             |
| 12   | Russia      | 2             |
| 13   | Germania    | 1             |